# Avenida Euclid (Tranvía de San Diego)
La estación de la Avenida Euclid es una estación de la línea Naranja del Tranvía de San Diego. La estación cuenta con dos vías y dos plataformas laterales. Esta es la estación al este de los suburbios de donde empiezan los suburbios de San Diego

## Conexiones
- La estación cuenta con las líneas de autobuses del Sistema de Tránsito Metropolitano MTS 3, 4, 5, 13, 916, 917, 961, 955, 960 también hay un servicio expreso que funciona en las interestatales 8 y 15.[1]